# Tomochika Mizokami
Tomochika Mizokami (溝上知親?; Sasebo, 22 giugno 1977) è un giocatore di go giapponese.

## Carriera
Diventato professionista nel 1993 è stato allievo di Yasuro Kikuchi. Ha vinto diversi tornei riservati ai professionisti iunior: nel 2001 ha vinto il NEC Shun-Ei (di cui era stato finalista nel 1998), nel 2002 ha vinto lo Shin-Ei, nel 2004 il prestigioso Shinjin-O ("Re delle nuove stelle"). Nel 2018 ha tagliato il traguardo delle 700 vittorie da professionista.
Nel 2006 ha sposato la collega Kato Keiko, vincitrice del Meijin femminile (2007) e del Saikyo femminile (2008); nel 2013 hanno avuto una figlia.

## Palmarès
| Nazionali   | Nazionali | Nazionali |
| Torneo      | Vittorie  | Finalista |
| ----------- | --------- | --------- |
| Shinjin-O   | 1 (2004)  |           |
| Shin-Ei     | 1 (2002)  |           |
| NEC Shun-Ei | 1 (2001)  | 1 (1998)  |
| Totale      | 3         | 1         |